# Библис
Библис (њем. Biblis) општина је у њемачкој савезној држави Хесен. Једно је од 22 општинска средишта округа Бергштрасе. Према процјени из 2010. у општини је живјело 8.822 становника. Посједује регионалну шифру (AGS) 6431003.

## Географски и демографски подаци
Библис се налази у савезној држави Хесен у округу Бергштрасе. Општина се налази на надморској висини од 87-93 метра. Површина општине износи 40,4 km².

## Становништво
У самом мјесту је, према процјени из 2010. године, живјело 8.822 становника. Просјечна густина становништва износи 218 становника/km².

## Међународна сарадња
| Мјесто    | Држава     | Врста сарадње | Од    |
| --------- | ---------- | ------------- | ----- |
|           | Пољска     | партнерство   | 2003. |
| Варпалота | Мађарска   | пријатељство  | 2000. |
| Розена    | Грчка      | пријатељство  | 2000. |
|           | Француска  | партнерство   | 1986. |
|           | Швајцарска | контакт       | 2000. |
| Извор     |            |               |       |